# Wapen van Lingewaal

Het wapen van Lingewaal is het wapen van de voormalige gemeente Lingewaal. Het wapen is gedeeld en bestaat uit elementen van de wapens van Heukelum, Herwijnen en Vuren. Vanaf 2019 is het wapen niet langer als gemeentewapen in gebruik omdat de gemeente Lingewaal opging in de gemeente West Betuwe. De schildhouders en enkele elementen uit het wapen werden in het wapen van West Betuwe overgenomen.

## Beschrijving
De beschrijving luidt:
"Gedeeld : I in zilver 2 beurtelings gekanteelde dwarsbalken van keel rechts boven vergezeld van een merlet van sabel, II in keel 2 dwarsbalken van goud; in een hartschild van azuur een poort met opgetrokken valdeur van goud. Het schild gedekt met een gouden kroon van 3 bladeren en 2 paarlen en gehouden door 2 leeuwen van goud, getongd en genageld van keel."

## Geschiedenis
In het gemeentewapen werden elementen van de wapens van de vier voormalige gemeenten Asperen, Heukelum, Herwijnen en Vuren geplaatst. Rechts op het schild Vuren. Op het hartschild het wapen van Heukelum en links het wapen van Herwijnen. De schildhouders werden overgenomen van het wapen van de oude Baronie van Asperen.
Tijdens de wapenaanvraag was een wens van de gemeente om de burcht in een schildhoofd te plaatsen. Daar had de Hoge Raad van Adel bezwaar tegen, omdat een burcht moeilijk in te passen is in een schildhoofd. De raad stelde voor de burcht op een hartschild te plaatsen, en tevens een kleurwijziging. De burcht zou rood moeten zijn op een zilveren veld. Rood-wit zijn kleuren van Arkel, daarom stelde de Hoge Raad voor deze te wijzigen, omdat zij de vroegst bekende heren van Heukelum moeten zijn geweest. De gemeente ging akkoord met de plaatsing van de burcht op een hartschild, maar hield vast aan de kleurstelling, blauw en goud, vanwege de herkenbaarheid voor de Heukelumse burgers. Het wapen werd verleend op 22 januari 1987.

## Verwante wapens

Wapen van Vuren
Wapen van Heukelum
Wapen van Herwijnen
Wapen van Jan van Herwijnen (Wapenboek Beyeren)
Wapen van West Betuwe

Aalst · 
Ammerzoden · 
Angerlo · 
Appeltern · 
Batenburg · 
Beesd · 
Beltrum · 
Bemmel · 
Bergharen · 
Bergh · 
Beusichem · 
Borculo · 
Brakel · 
Buurmalsen · 
Deil · 
Didam · 
Dinxperlo · 
Dodewaard ·
Doornspijk ·
Dreumel ·
Driel ·
Echteld ·
Eibergen ·
Elst ·
Est en Opijnen ·
Everdingen ·
Ewijk ·
Gameren ·
Geesteren · 
Geldermalsen · 
Gendringen · 
Gendt ·
Groenlo ·
Groesbeek ·  
Haaften ·
Hedel ·
's-Heerenberg ·
Heerewaarden ·
Hemmen ·
Hengelo ·
Herwen en Aerdt ·
Herwijnen ·
Heteren ·
Heukelum ·
Hoevelaken ·
Horssen ·
Huissen ·
Hummelo en Keppel ·
Hurwenen  ·
Kerkwijk ·
Keppel ·
Kesteren ·
Laren · 
Lichtenvoorde ·
Lienden ·
Lingewaal · 
Maurik ·
Millingen aan de Rijn ·
Nederhemert ·
Neede ·
Neerijnen ·
Netterden ·
Niftrik ·
Nijbroek ·
Ophemert ·
Overasselt ·
Pannerden ·
Poederoijen · 
Renkum ·
Rijnwaarden ·
Rossum ·
Ruurlo ·
Steenderen ·
Terborg ·
Twello ·
Ubbergen ·
Valburg ·
Varik ·
Vorden ·
Vuren ·
Waardenburg ·
Wadenoijen ·
Wamel ·
Wehl ·   
Warnsveld ·
Wisch ·
Zeddam ·
Zelhem ·
Zoelen ·
Zuilichem 

Dorps-, heerlijkheids- en stadswapens: 

Acquoy 
· Baak 
· Barlham 
· Bredevoort 
· Doreweerd 
· Elden
· Enspijk 
· Gellicum 
· Groessen 
· Hakfort 
· Hellouw 
· IJzendoorn 
· Kell  
· Lede en Oudewaard 
· Lichtenberg 
· Loil 
· Maasbommel 
· Meijnerswijk 
· Meteren 
· Middagten 
· Rhenoy 
. Rumpt
· Tricht 
· Verwolde 
· Wildenborch